# Kiryat HaMemshalá
Kiryat HaMemshala es un complejo gubernamental ubicado en Jerusalén. Kiryat HaMemshala (en hebreo: קריית הממשלה) también es conocido como Kiryat Ben-Gurión, es el recinto gubernamental del Estado de Israel, se encuentra en el barrio de Guivat Ram en Jerusalén.

## Historia

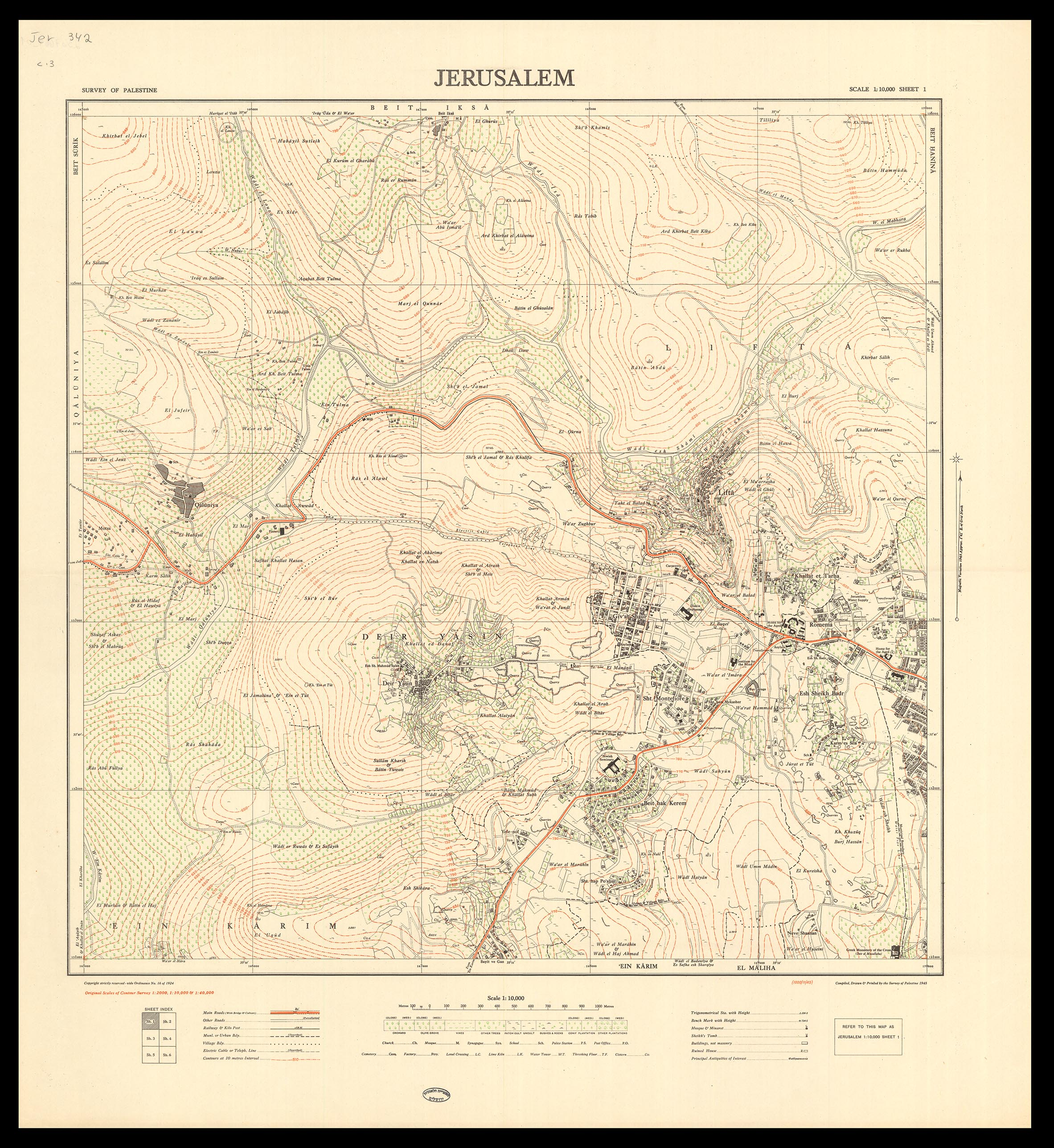
Mapa del Departamento Topográfico de Palestina, años 1945 y 1946.

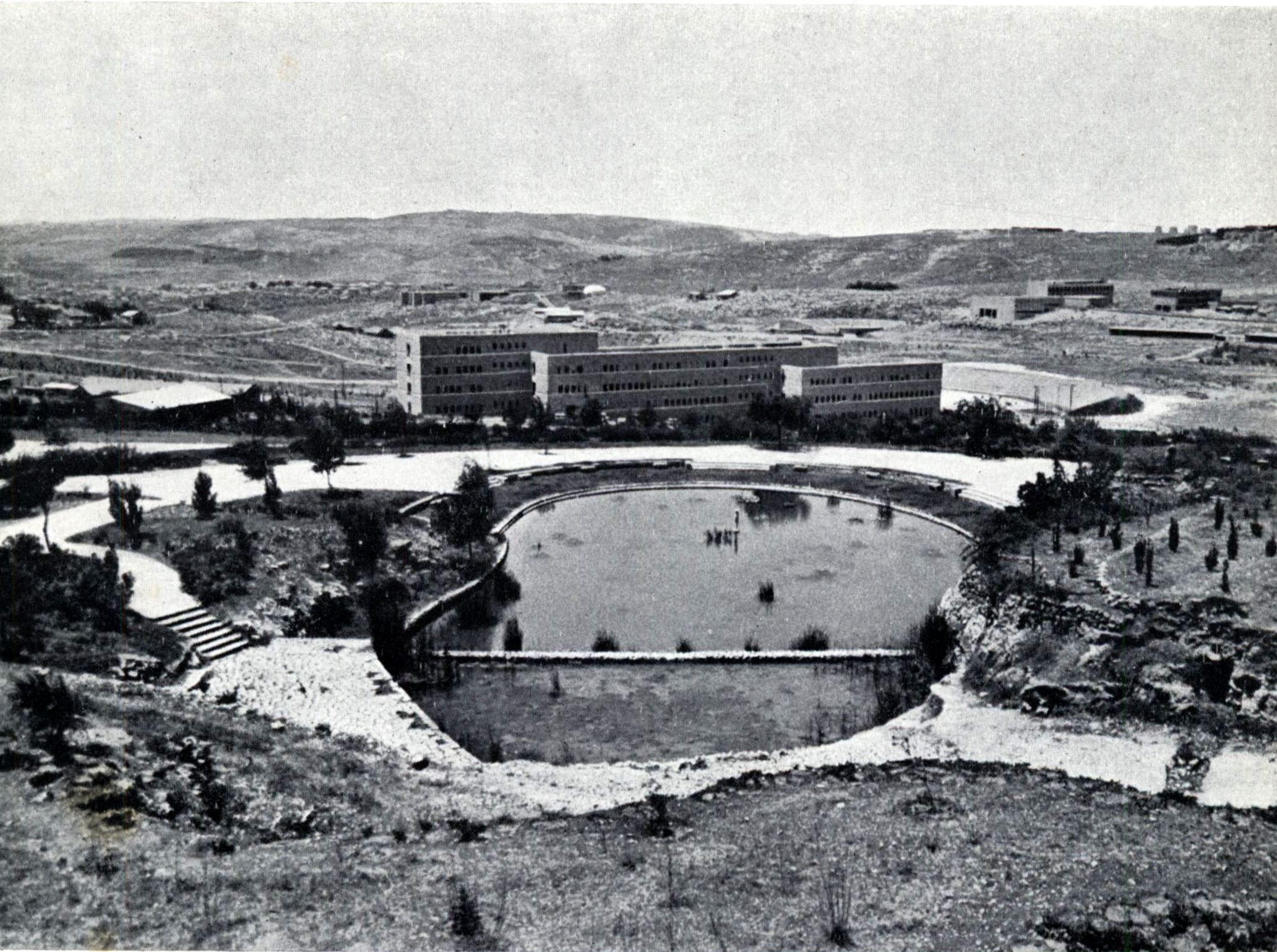
Ministerios del Gobierno de Israel y jardín en construcción, años cincuenta del.

Antes del año 1948, un equipo del Departamento Topográfico de Palestina dibujó mapas del área, lo que indica que alguna vez había sido una zona de viñas, el resto del área pertenecía a la aldea palestina de Sheikh Badr, cuyos habitantes fueron expulsados de sus hogares por la organización paramilitar judía Haganá, durante la Guerra civil que tuvo lugar en el Mandato Británico de Palestina, entre los años 1947 y 1948, y que tuvo como resultado la Nakba del Pueblo palestino y la fundación del Estado de Israel.
En diciembre de 1949, poco después de la Declaración de independencia de Israel y del establecimiento del Estado sionista, el Gobierno israelí, encabezado por el judío David Ben-Gurión, votó a favor de trasladar la mayoría de las instituciones gubernamentales oficiales del país de Tel Aviv a Jerusalén.
Los trabajos de construcción comenzaron en 1950, el complejo fue diseñado por los arquitectos Richard Kauffmann, Ossip Klarwein y Heinz Rau. 
Actualmente, el edificio de la Knéset está ubicado en Kiryat HaMemshala, al igual que la Corte Suprema de Israel, la Oficina del Primer Ministro, el Ministerio de Relaciones Exteriores, el Ministerio del Interior, el Ministerio de Finanzas y el Banco de Israel.